# Duntes iela
Duntes iela est une rue du district du Nord à Rīga en Lettonie,.

## Présentation
Duntes iela est une rue du quartier de Sarkandaugava.
Elle commence à l'intersection avec les rues Krišjāņa Valdemāra iela, Skanstes iela et Upes iela.
Elle se termine à l'intersection avec  Ganību dambis et Tilta iela.
Le tronçon de la rue depuis son commncement jusqu'à la ligne ferroviaire Čiekurkalns-Rīga Krasta forme la frontière entre Skanste et Brasa, mais plus loin, les deux côtés de la rue appartiennent à Sarkandaugava.
Toute la longueur de la rue est recouverte d'asphalte, sa longueur totale est de 2 204 mètres.

## Bâtiments
- Duntes iela 6 - Immeuble de bureaux Duntes Biroji[3].
- Duntes iela 19a - Centre commercial Sky & more[4].
- Duntes iela 22 -  Hôpital de traumatologie et d'orthopédie[5].
- Duntes iela  23a - Immeuble de bureaux Duntes Biroja Centrs[6]
- Duntes iela  48 - Immeuble résidentiel (architecte Augusts Malvess, 1912)[7],[8]

## Transports
- Bus :	11, 24, 49
- Trolleybus :	3

## Galerie

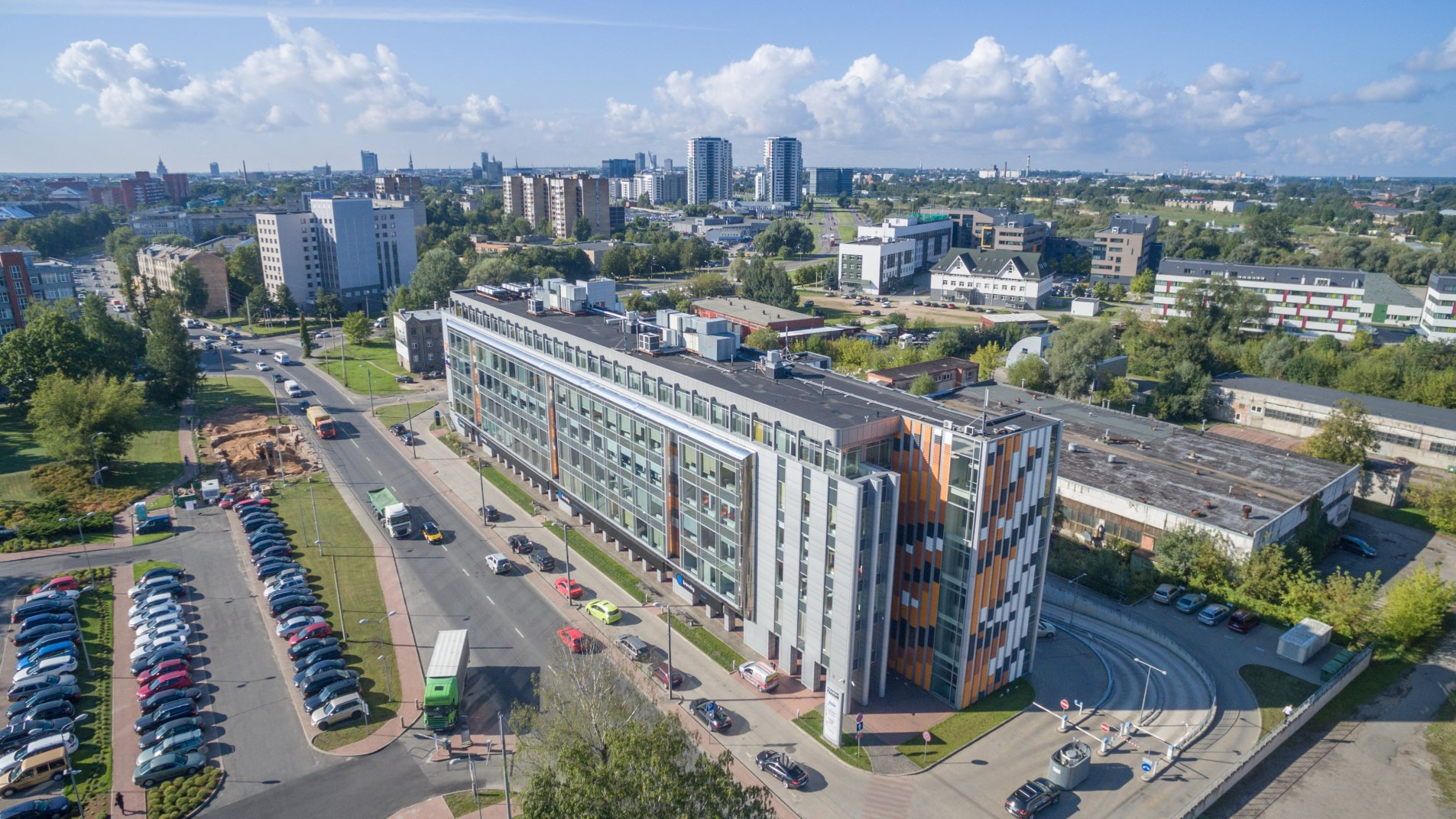
Duntes iela 11.
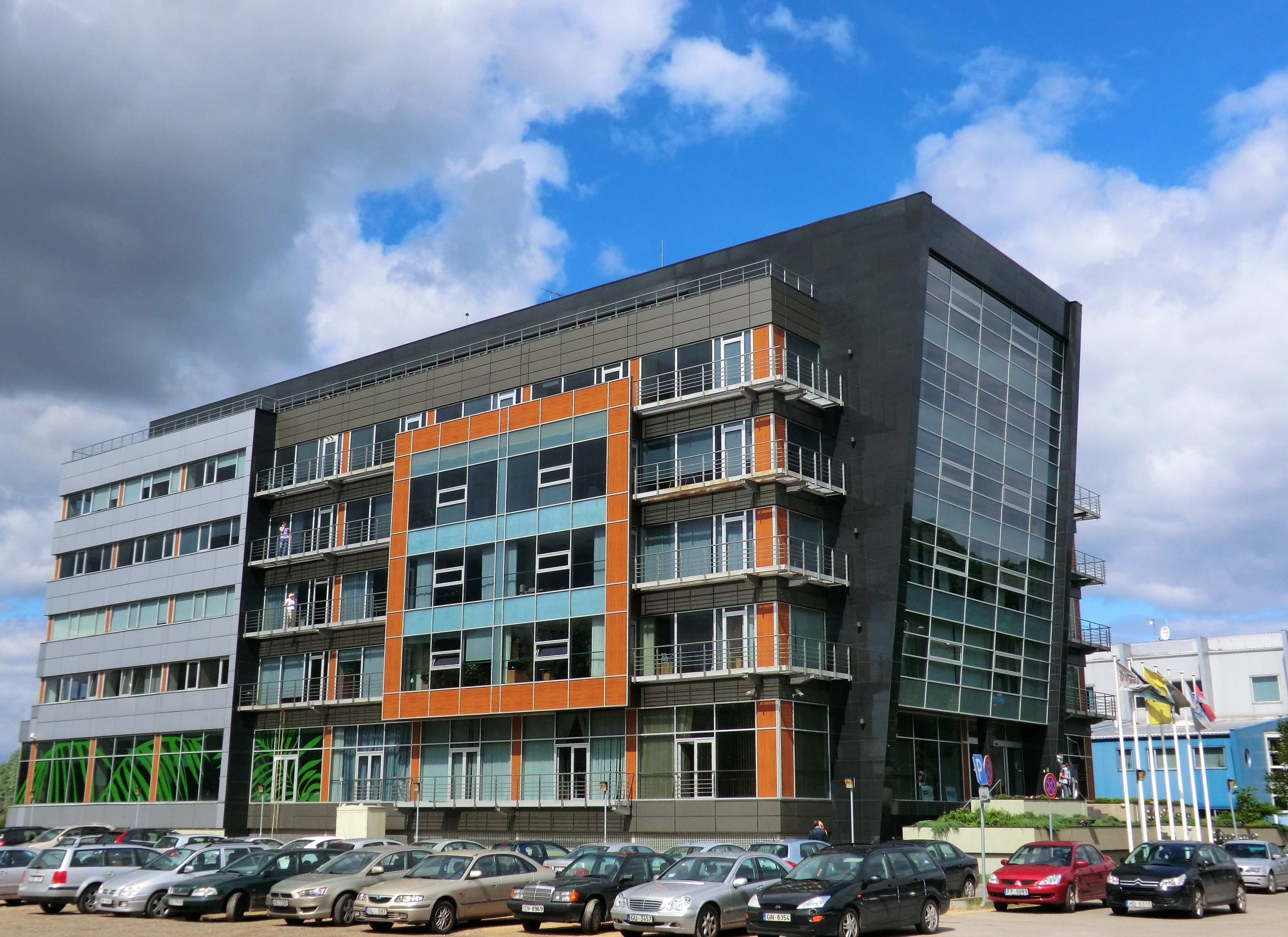
Duntes iela 17.
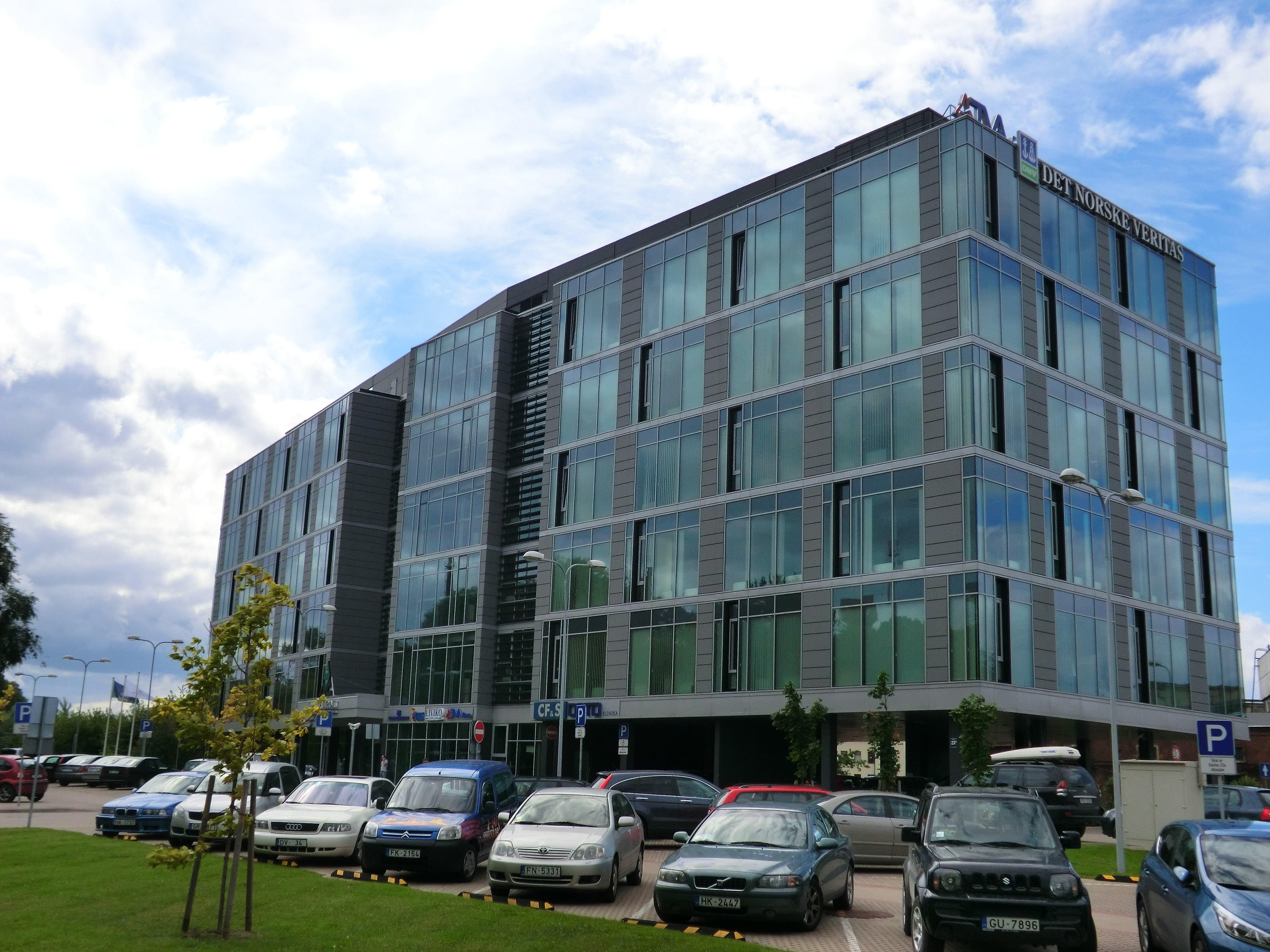
Duntes iela 17a.
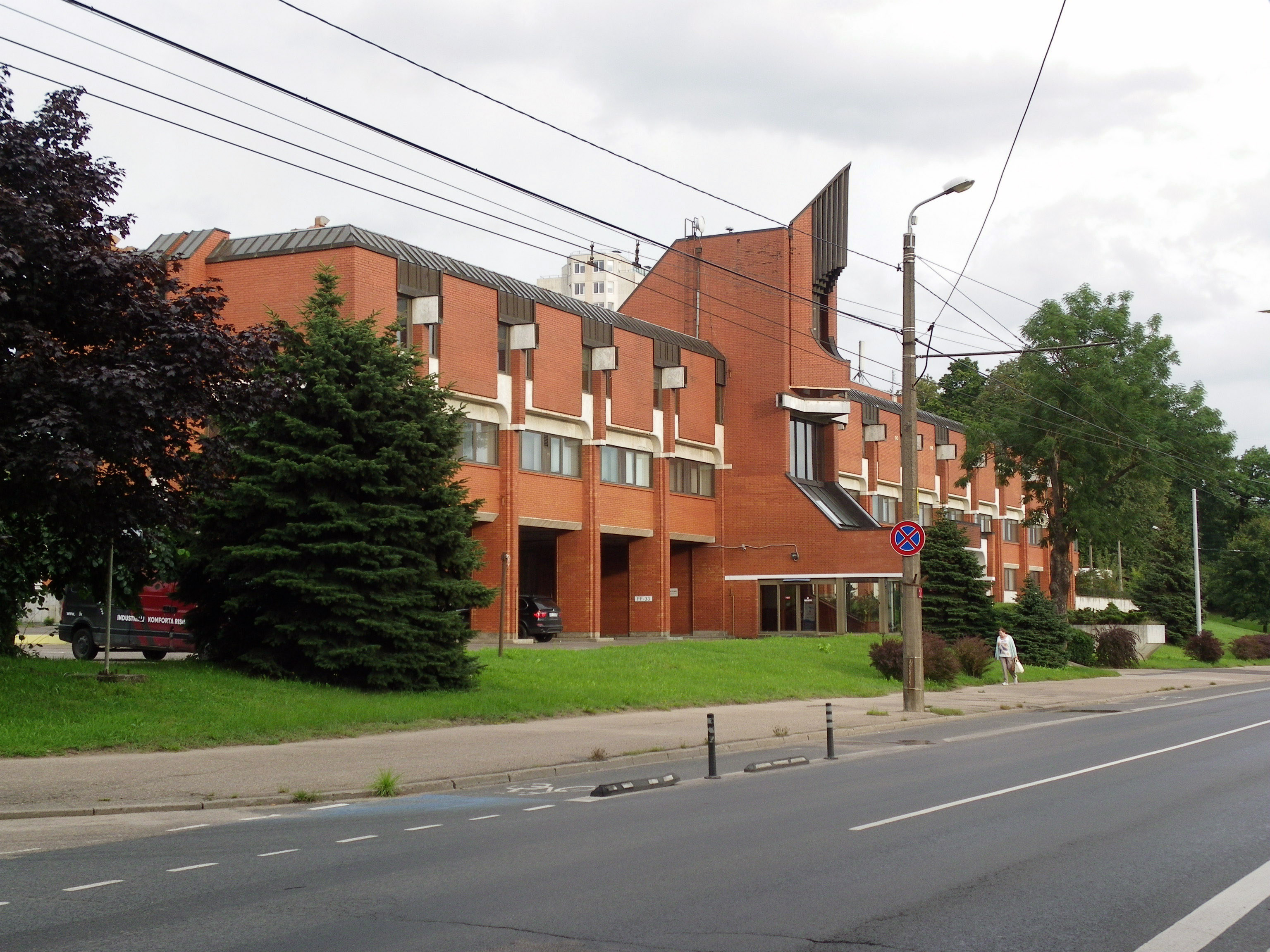
Duntes iela 34.

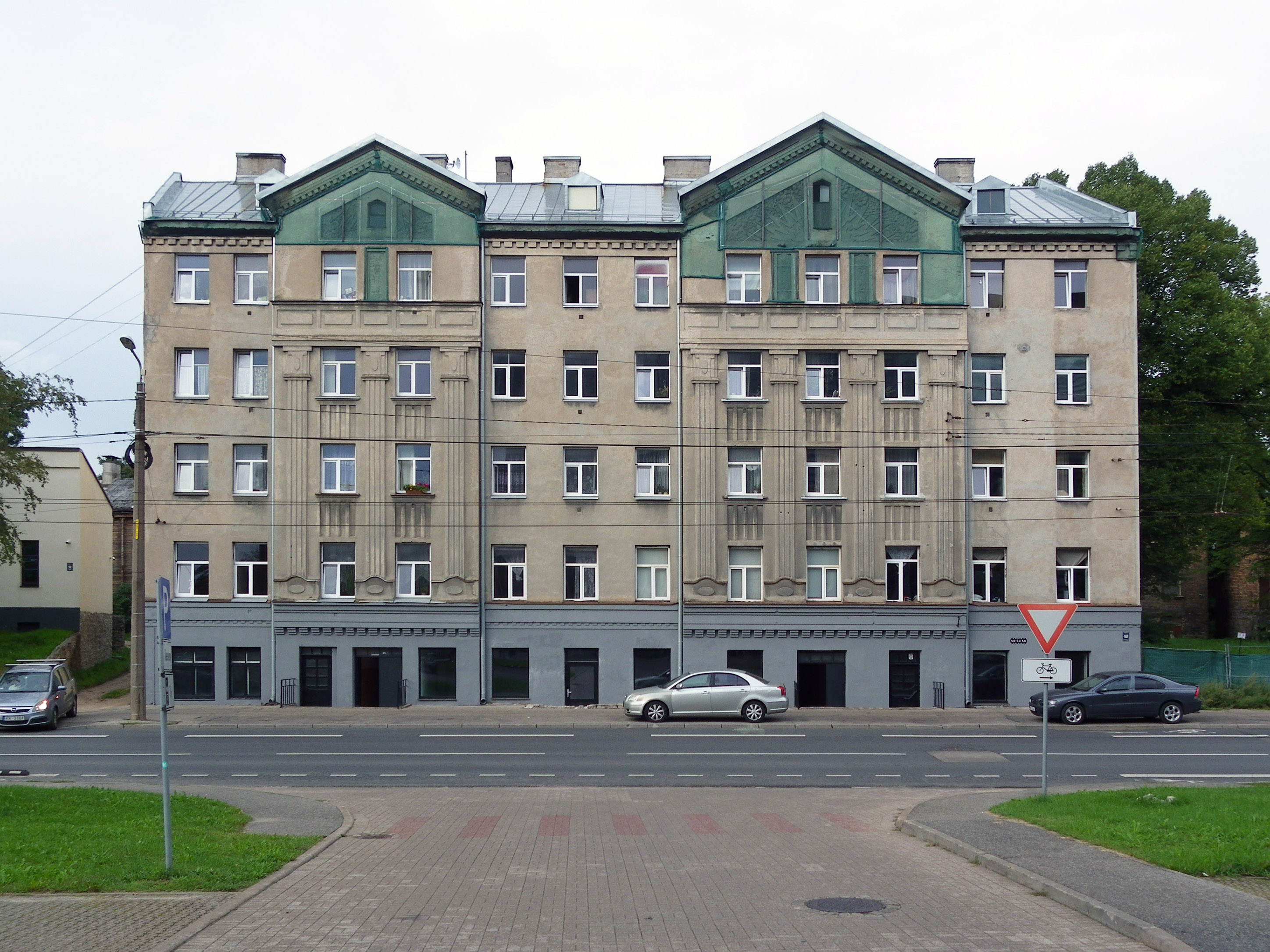
Duntes iela 48.
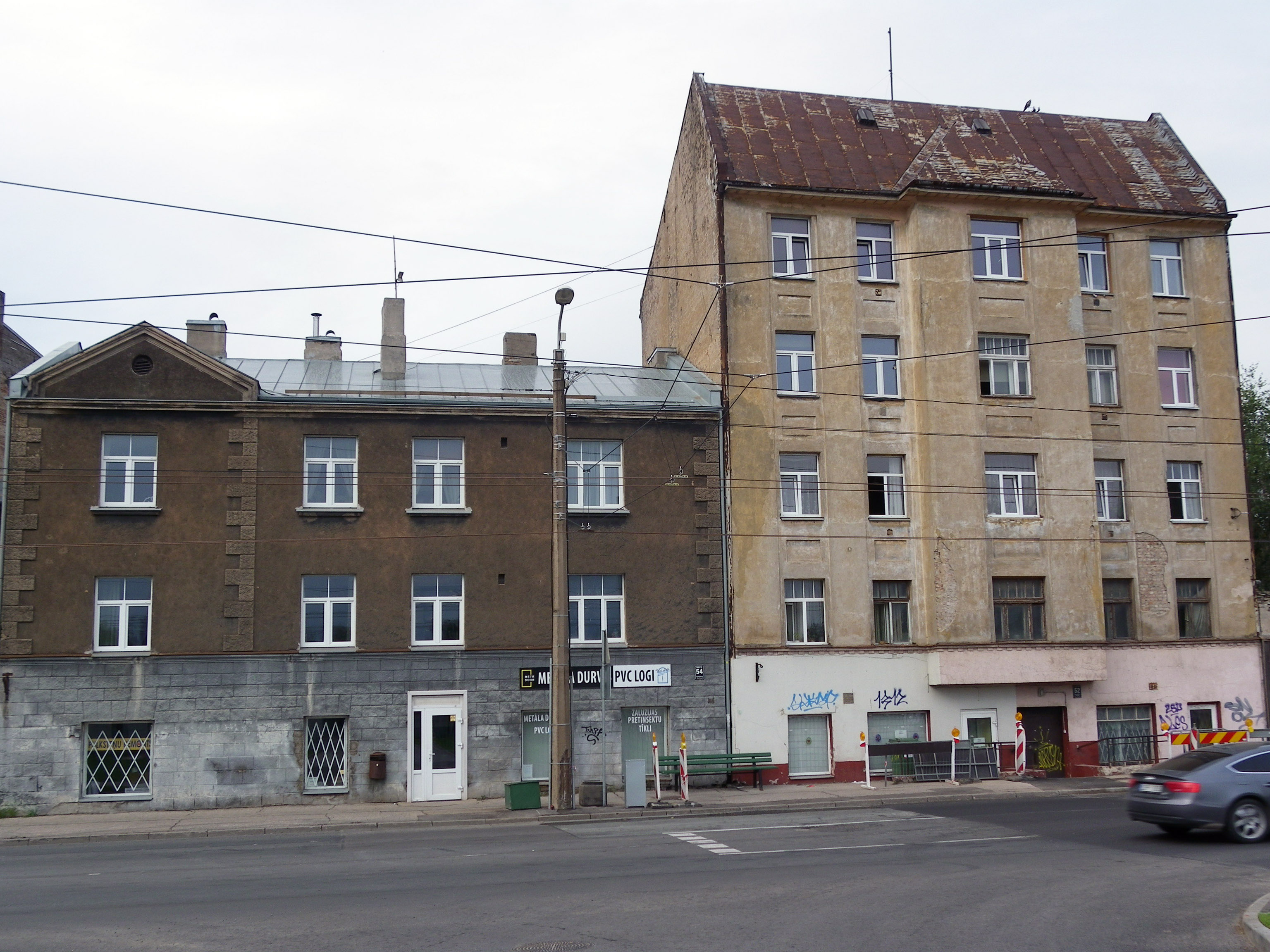
Duntes iela 54-52.
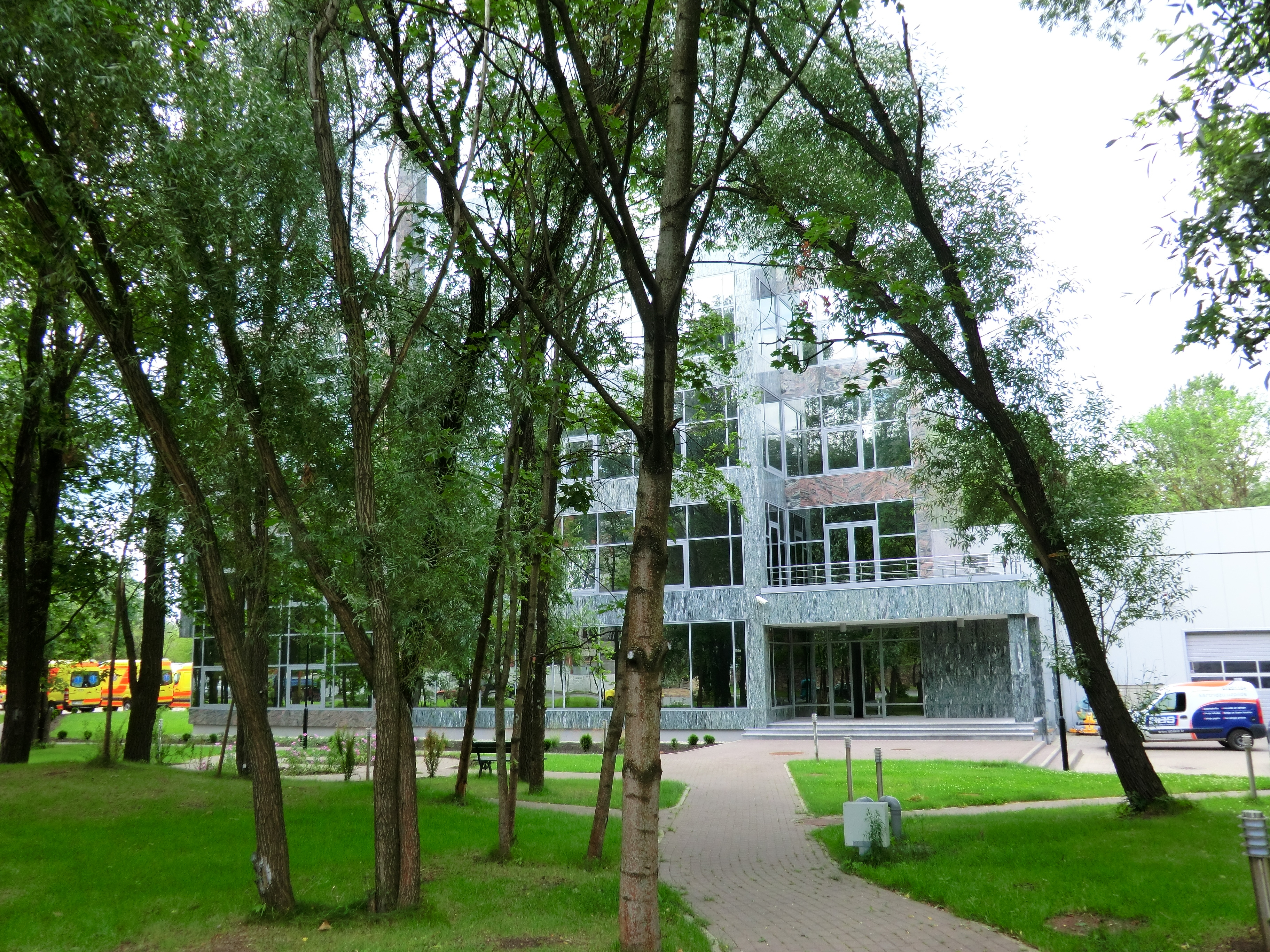
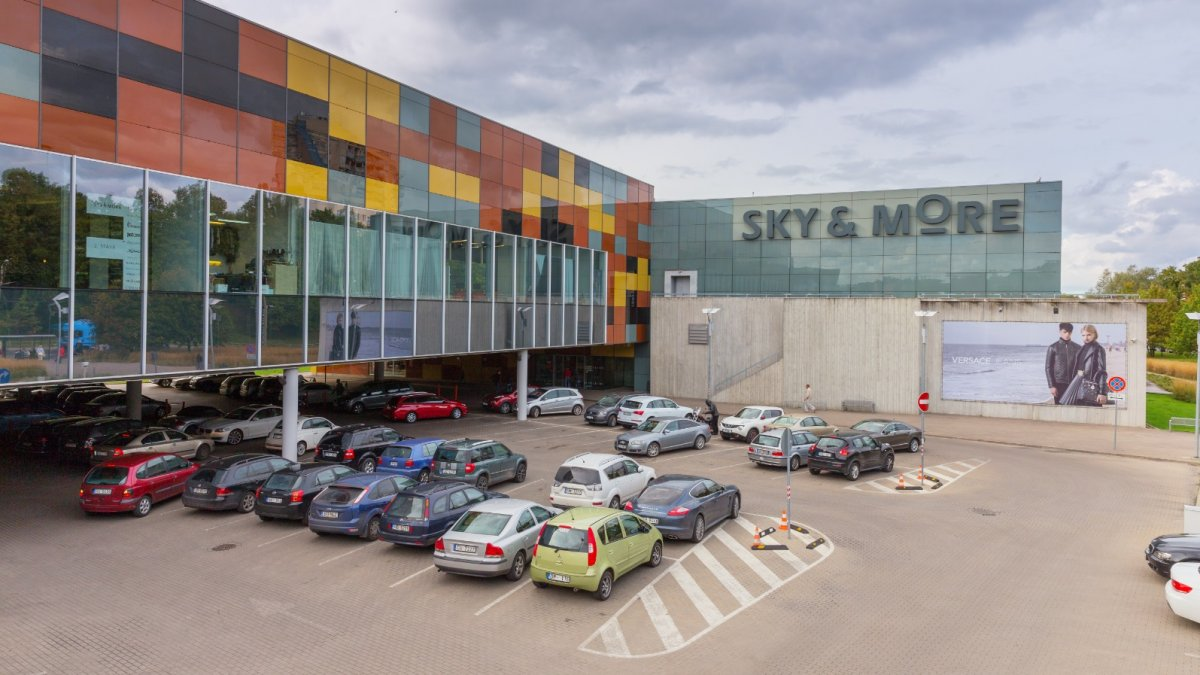
Duntes iela 19a.